# Fed Cup 2010 Zona Americana
La Zona Americana (Americas Zone) è una delle 3 divisioni zonali nell'ambito della Fed Cup 2010. Essa è a sua volta suddivisa in due gruppi (Group I, Group II) formati rispettivamente da 8 e 10 squadre, inserite in tali gruppi in base ai risultati ottenuti l'anno precedente.

## Gruppo I
- Sede: Yacht y Golf Club Paraguayo, Lambaré, Paraguay (terra rossa outdoor)
- Periodo: 3-6 febbraio
- Formula: due gironi (Pool) da quattro squadre ciascuno, in cui ciascuna squadra affronta le altre tre incluse nel proprio Pool. Successivamente la prima in classifica del Pool A affronta la prima del Pool B per l'ammissione agli spareggi del Gruppo Mondiale II. 3ª e 4ª di ciascun Pool si affrontano ad incrocio per evitare la retrocessione al Group II della Zona Americana. Le due seconde si scontrano per stabilire il 3º e 4º posto, utile meramente alle statistiche.

|   | Pool A (Dettagli) | Canada (bandiera) | Brasile (bandiera) | Porto Rico (bandiera) | Cuba (bandiera) |   |                | Pool B (Dettagli) | Colombia (bandiera) | Paraguay (bandiera) | Cile (bandiera) | Bolivia (bandiera) |
| 1 | Canada (3-0)      |                   | 2-1                | 3-0                   | 3-0             | 1 | Colombia (3-0) |                   | 2-1                 | 2-1                 | 3-0             |                    |
| 2 | Brasile (2-1)     | 1-2               |                    | 3-0                   | 3-0             | 2 | Paraguay (2-1) | 1-2               |                     | 2-1                 | 3-0             |                    |
| 3 | Porto Rico (1-2)  | 0-3               | 0-3                |                       | 2-1             | 3 | Cile (1-2)     | 1-2               | 1-2                 |                     | 2-1             |                    |
| 4 | Cuba (0-3)        | 0-3               | 0-3                | 1-2                   |                 | 4 | Bolivia (0-3)  | 0-3               | 0-3                 | 1-2                 |                 |                    |

### Play-off promozione
| Colombia 0 | Yacht y Golf Club Paraguayo, Lambaré, Paraguay 6 febbraio 2010 terra rossa outdoor | Yacht y Golf Club Paraguayo, Lambaré, Paraguay 6 febbraio 2010 terra rossa outdoor          | Canada 2 |     |   |  |
| \| \| \| \| 1 \| 2 \| 3 \| \| \| - \| \| ------------------------------------------------------------------------------------------- \| --- \| --- \| - \| \| \| 1 \| \| Catalina Castaño Sharon Fichman \| 2 6 \| 3 6 \| \| \| \| 2 \| \| Mariana Duque Mariño Aleksandra Wozniak \| 2 6 \| 1 6 \| \| \| \| 3 \| \| Karen Emilia Castiblanco Duarte / Mariana Duque-Marino Sharon Fichman / Marie-Ève Pelletier \| \| \| \| \| |                                                                                    |                                                                                             |          |     |   |  |
| |                                                                                    |                                                                                             | 1        | 2   | 3 |  |
| 1 | Colombia (bandiera) · Canada (bandiera)                                            | Catalina Castaño Sharon Fichman                                                             | 2 6      | 3 6 |   |  |
| 2 | Colombia (bandiera) · Canada (bandiera)                                            | Mariana Duque Mariño Aleksandra Wozniak                                                     | 2 6      | 1 6 |   |  |
| 3 | Colombia (bandiera) · Canada (bandiera)                                            | Karen Emilia Castiblanco Duarte / Mariana Duque-Marino Sharon Fichman / Marie-Ève Pelletier |          |     |   |  |

- Canada ammesso ai World Group II play-offs.

### 3º-4º posto
| Paraguay 2 | Yacht y Golf Club Paraguayo, Lambaré, Paraguay 6 febbraio 2010 terra rossa outdoor | Yacht y Golf Club Paraguayo, Lambaré, Paraguay 6 febbraio 2010 terra rossa outdoor | Brasile 0 |     |     |  |
| \| \| \| \| 1 \| 2 \| 3 \| \| \| - \| \| ---------------------------------------------------------------------------------- \| --- \| --- \| --- \| \| \| 1 \| \| Isaura Enrique Aguilar Ana-Clara Duarte \| 0 6 \| 7 5 \| 6 0 \| \| \| 2 \| \| Verónica Cepede Royg Maria Fernanda Alves \| 1 6 \| 6 4 \| 6 3 \| \| \| 3 \| \| Isaura Enrique Aguilar / Isabella Robbiani Monique Albuquerque / Roxane Vaisemberg \| \| \| \| \| |                                                                                    |                                                                                    |           |     |     |  |
| |                                                                                    |                                                                                    | 1         | 2   | 3   |  |
| 1 | Paraguay (bandiera) · Brasile (bandiera)                                           | Isaura Enrique Aguilar Ana-Clara Duarte                                            | 0 6       | 7 5 | 6 0 |  |
| 2 | Paraguay (bandiera) · Brasile (bandiera)                                           | Verónica Cepede Royg Maria Fernanda Alves                                          | 1 6       | 6 4 | 6 3 |  |
| 3 | Paraguay (bandiera) · Brasile (bandiera)                                           | Isaura Enrique Aguilar / Isabella Robbiani Monique Albuquerque / Roxane Vaisemberg |           |     |     |  |

### Play-off retrocessione
| Cile 3 | Yacht y Golf Club Paraguayo, Lambaré, Paraguay 6 febbraio 2010 terra rossa outdoor | Yacht y Golf Club Paraguayo, Lambaré, Paraguay 6 febbraio 2010 terra rossa outdoor | Cuba 0 |      |     |  |
| \| \| \| \| 1 \| 2 \| 3 \| \| \| - \| \| ------------------------------------------------------------------------------ \| --- \| ---- \| --- \| \| \| 1 \| \| Cecilia Costa Melgar Misleydis Díaz González \| 6 3 \| 6 1 \| \| \| \| 2 \| \| Andrea Koch-Benvenuto Yamile Fors Guerra \| 6 1 \| 65 7 \| 6 2 \| \| \| 3 \| \| Andrea Koch-Benvenuto / Camila Silva Lumay Díaz Hernández / Yamile Fors Guerra \| 6 3 \| 6 4 \| \| \| |                                                                                    |                                                                                    |        |      |     |  |
| |                                                                                    |                                                                                    | 1      | 2    | 3   |  |
| 1 | Cile (bandiera) · Cuba (bandiera)                                                  | Cecilia Costa Melgar Misleydis Díaz González                                       | 6 3    | 6 1  |     |  |
| 2 | Cile (bandiera) · Cuba (bandiera)                                                  | Andrea Koch-Benvenuto Yamile Fors Guerra                                           | 6 1    | 65 7 | 6 2 |  |
| 3 | Cile (bandiera) · Cuba (bandiera)                                                  | Andrea Koch-Benvenuto / Camila Silva Lumay Díaz Hernández / Yamile Fors Guerra     | 6 3    | 6 4  |     |  |

| Bolivia 2 | Yacht y Golf Club Paraguayo, Lambaré, Paraguay 6 febbraio 2010 terra rossa outdoor | Yacht y Golf Club Paraguayo, Lambaré, Paraguay 6 febbraio 2010 terra rossa outdoor     | Porto Rico 1 |      |     |  |
| \| \| \| \| 1 \| 2 \| 3 \| \| \| - \| \| -------------------------------------------------------------------------------------- \| --- \| ---- \| --- \| \| \| 1 \| \| María Paula Deheza Mónica Puig \| 2 6 \| 7 65 \| 3 6 \| \| \| 2 \| \| María Fernanda Álvarez Terán Jessica Roland Rosario \| 2 6 \| 1 6 \| \| \| \| 3 \| \| María Fernanda Álvarez Terán / María Paula Deheza Mónica Puig / Jessica Roland Rosario \| 6 4 \| 6 0 \| \| \| |                                                                                    |                                                                                        |              |      |     |  |
| |                                                                                    |                                                                                        | 1            | 2    | 3   |  |
| 1 | Bolivia (bandiera) · Porto Rico (bandiera)                                         | María Paula Deheza Mónica Puig                                                         | 2 6          | 7 65 | 3 6 |  |
| 2 | Bolivia (bandiera) · Porto Rico (bandiera)                                         | María Fernanda Álvarez Terán Jessica Roland Rosario                                    | 2 6          | 1 6  |     |  |
| 3 | Bolivia (bandiera) · Porto Rico (bandiera)                                         | María Fernanda Álvarez Terán / María Paula Deheza Mónica Puig / Jessica Roland Rosario | 6 4          | 6 0  |     |  |

- Cuba e Porto Rico retrocesse nel Gruppo II della Zona Americana nel 2011.

## Gruppo II
- Sede: National Tenis Club, Guayaquil, Ecuador (terra rossa outdoor)
- Periodo: settimana del 19 aprile
- Formula: Le squadre classificate nei primi due posti di ciascun girone si incrociano (prima del Pool A contro seconda del Pool B e viceversa) e le due squadre vincenti vengono promosse al Gruppo I per l'edizione successiva.

|   | Pool A (Dettagli)       | Ecuador (bandiera) | Bahamas (bandiera) | Costa Rica (bandiera) | Trinidad e Tobago (bandiera) | Rep. Dominicana (bandiera) |   |                 | Pool B (Dettagli) | Perù (bandiera) | Messico (bandiera) | Guatemala (bandiera) | Bermuda (bandiera) | Panama (bandiera) |
| 1 | Ecuador (4-0)           |                    | 3-0                | 3-0                   | 3-0                          | 3-0                        | 1 | Perù (4-0)      |                   | 2-1             | 3-0                | 3-0                  | 3-0                |                   |
| 2 | Bahamas (3-1)           | 0-3                |                    | 2-1                   | 3-0                          | 3-0                        | 2 | Messico (3-1)   | 1-2               |                 | 3-0                | 3-0                  | 3-0                |                   |
| 3 | Costa Rica (2-2)        | 0-3                | 1-2                |                       | 3-0                          | 2-1                        | 3 | Guatemala (2-2) | 0-3               | 0-3             |                    | 3-0                  | 3-0                |                   |
| 4 | Trinidad e Tobago (1-3) | 0-3                | 0-3                | 0-3                   |                              | 3-0                        | 4 | Bermuda (1-3)   | 0-3               | 0-3             | 0-3                |                      | 2-1                |                   |
| 5 | Rep. Dominicana (0-4)   | 0-3                | 0-3                | 1-2                   | 0-3                          |                            | 5 | Panama (0-4)    | 0-3               | 0-3             | 0-3                | 1-2                  |                    |                   |

### Spareggi promozione
| Ecuador 1 | National Tennis Club, Guayaquil, Ecuador 24 aprile 2010 Terra rossa outdoor | National Tennis Club, Guayaquil, Ecuador 24 aprile 2010 Terra rossa outdoor | Messico 2 |      |   |  |
| \| \| \| \| 1 \| 2 \| 3 \| \| \| - \| \| -------------------------------------------------------------------------- \| --- \| ---- \| - \| \| \| 1 \| \| Domenica González Ximena Hermoso \| 4 6 \| 4 6 \| \| \| \| 2 \| \| Marie Elise Casares Alejandra Granillo \| 6 2 \| 7 65 \| \| \| \| 3 \| \| Mariana Correa / Domenica González Ximena Hermoso / Daniela Muñoz-Gallegos \| 2 6 \| 4 6 \| \| \| |                                                                             |                                                                             |           |      |   |  |
| |                                                                             |                                                                             | 1         | 2    | 3 |  |
| 1 | Ecuador (bandiera) · Messico (bandiera)                                     | Domenica González Ximena Hermoso                                            | 4 6       | 4 6  |   |  |
| 2 | Ecuador (bandiera) · Messico (bandiera)                                     | Marie Elise Casares Alejandra Granillo                                      | 6 2       | 7 65 |   |  |
| 3 | Ecuador (bandiera) · Messico (bandiera)                                     | Mariana Correa / Domenica González Ximena Hermoso / Daniela Muñoz-Gallegos  | 2 6       | 4 6  |   |  |

| Bahamas 1 | National Tennis Club, Guayaquil, Ecuador 24 aprile 2010 Terra rossa outdoor | National Tennis Club, Guayaquil, Ecuador 24 aprile 2010 Terra rossa outdoor            | Perù 2 |     |   |        |
| \| \| \| \| 1 \| 2 \| 3 \| \| \| - \| \| -------------------------------------------------------------------------------------- \| --- \| --- \| - \| ------ \| \| 1 \| \| Simone Pratt Patricia Iveth Ku Flores \| 1 6 \| 5 7 \| \| \| \| 2 \| \| Kerrie Cartwright Bianca Botto \| 2 6 \| 1 6 \| \| \| \| 3 \| \| Kerrie Cartwright / Gabrielle Moxey Bianca Botto / Ximena Jenniffer Siles Luna Violeta \| 2 0 \| \| \| ritiro \| |                                                                             |                                                                                        |        |     |   |        |
| |                                                                             |                                                                                        | 1      | 2   | 3 |        |
| 1 | Bahamas (bandiera) · Perù (bandiera)                                        | Simone Pratt Patricia Iveth Ku Flores                                                  | 1 6    | 5 7 |   |        |
| 2 | Bahamas (bandiera) · Perù (bandiera)                                        | Kerrie Cartwright Bianca Botto                                                         | 2 6    | 1 6 |   |        |
| 3 | Bahamas (bandiera) · Perù (bandiera)                                        | Kerrie Cartwright / Gabrielle Moxey Bianca Botto / Ximena Jenniffer Siles Luna Violeta | 2 0    |     |   | ritiro |

- Messico e Perù promosse nel Gruppo I della Zona Americana nel 2011.

### 5º-6º posto
| Costa Rica 1 | National Tennis Club, Guayaquil, Ecuador 24 aprile 2010 Terra rossa outdoor | National Tennis Club, Guayaquil, Ecuador 24 aprile 2010 Terra rossa outdoor | Guatemala 2 |     |     |  |
| \| \| \| \| 1 \| 2 \| 3 \| \| \| - \| \| --------------------------------------------------------------- \| --- \| --- \| --- \| \| \| 1 \| \| María Moyá Daniela Schippers \| 1 6 \| 0 6 \| \| \| \| 2 \| \| Camila Quesada Kirsten-Andrea Weedon \| 1 6 \| 5 7 \| \| \| \| 3 \| \| Melissa Golfín / Laura Víquez Isabella Escobar / Jennifer Pusey \| 7 5 \| 2 6 \| 6 1 \| \| |                                                                             |                                                                             |             |     |     |  |
| |                                                                             |                                                                             | 1           | 2   | 3   |  |
| 1 | Costa Rica (bandiera) · Guatemala (bandiera)                                | María Moyá Daniela Schippers                                                | 1 6         | 0 6 |     |  |
| 2 | Costa Rica (bandiera) · Guatemala (bandiera)                                | Camila Quesada Kirsten-Andrea Weedon                                        | 1 6         | 5 7 |     |  |
| 3 | Costa Rica (bandiera) · Guatemala (bandiera)                                | Melissa Golfín / Laura Víquez Isabella Escobar / Jennifer Pusey             | 7 5         | 2 6 | 6 1 |  |

### 7º-8º posto
| Trinidad e Tobago 3 | National Tennis Club, Guayaquil, Ecuador 24 aprile 2010 Terra rossa outdoor | National Tennis Club, Guayaquil, Ecuador 24 aprile 2010 Terra rossa outdoor | Bermuda 0 |     |      |  |
| \| \| \| \| 1 \| 2 \| 3 \| \| \| - \| \| ----------------------------------------------------------------- \| --- \| --- \| ---- \| \| \| 1 \| \| Breana Stampfli Jacklyn Lambert \| 6 2 \| 5 7 \| 7 5 \| \| \| 2 \| \| Olivia Bennett Tara Lambert \| 6 1 \| 6 3 \| \| \| \| 3 \| \| Dayna Grazette / Breana Stampfli Caitlin Gordon / Jacklyn Lambert \| 1 6 \| 6 4 \| 7 68 \| \| |                                                                             |                                                                             |           |     |      |  |
| |                                                                             |                                                                             | 1         | 2   | 3    |  |
| 1 | Trinidad e Tobago (bandiera) · Bermuda (bandiera)                           | Breana Stampfli Jacklyn Lambert                                             | 6 2       | 5 7 | 7 5  |  |
| 2 | Trinidad e Tobago (bandiera) · Bermuda (bandiera)                           | Olivia Bennett Tara Lambert                                                 | 6 1       | 6 3 |      |  |
| 3 | Trinidad e Tobago (bandiera) · Bermuda (bandiera)                           | Dayna Grazette / Breana Stampfli Caitlin Gordon / Jacklyn Lambert           | 1 6       | 6 4 | 7 68 |  |

### 9º-10º posto
| Rep. Dominicana 0 | National Tennis Club, Guayaquil, Ecuador 24 aprile 2010 Terra rossa outdoor | National Tennis Club, Guayaquil, Ecuador 24 aprile 2010 Terra rossa outdoor | Panama 3 |     |   |  |
| \| \| \| \| 1 \| 2 \| 3 \| \| \| - \| \| -------------------------------------------------------------------------- \| --- \| --- \| - \| \| \| 1 \| \| Paloma Castillo Rosaline Zafir Chávez Tello \| 0 6 \| 2 6 \| \| \| \| 2 \| \| Diana Espinal Alma Michelle Espinosa Rodríguez \| 0 6 \| 2 6 \| \| \| \| 3 \| \| Diana Espinal / Daysi Espinal Rosaline Zafir Chávez Tello / Yeniseik Gómez \| 4 6 \| 4 6 \| \| \| |                                                                             |                                                                             |          |     |   |  |
| |                                                                             |                                                                             | 1        | 2   | 3 |  |
| 1 | Rep. Dominicana (bandiera) · Panama (bandiera)                              | Paloma Castillo Rosaline Zafir Chávez Tello                                 | 0 6      | 2 6 |   |  |
| 2 | Rep. Dominicana (bandiera) · Panama (bandiera)                              | Diana Espinal Alma Michelle Espinosa Rodríguez                              | 0 6      | 2 6 |   |  |
| 3 | Rep. Dominicana (bandiera) · Panama (bandiera)                              | Diana Espinal / Daysi Espinal Rosaline Zafir Chávez Tello / Yeniseik Gómez  | 4 6      | 4 6 |   |  |